# Bodo (grupa etniczna)

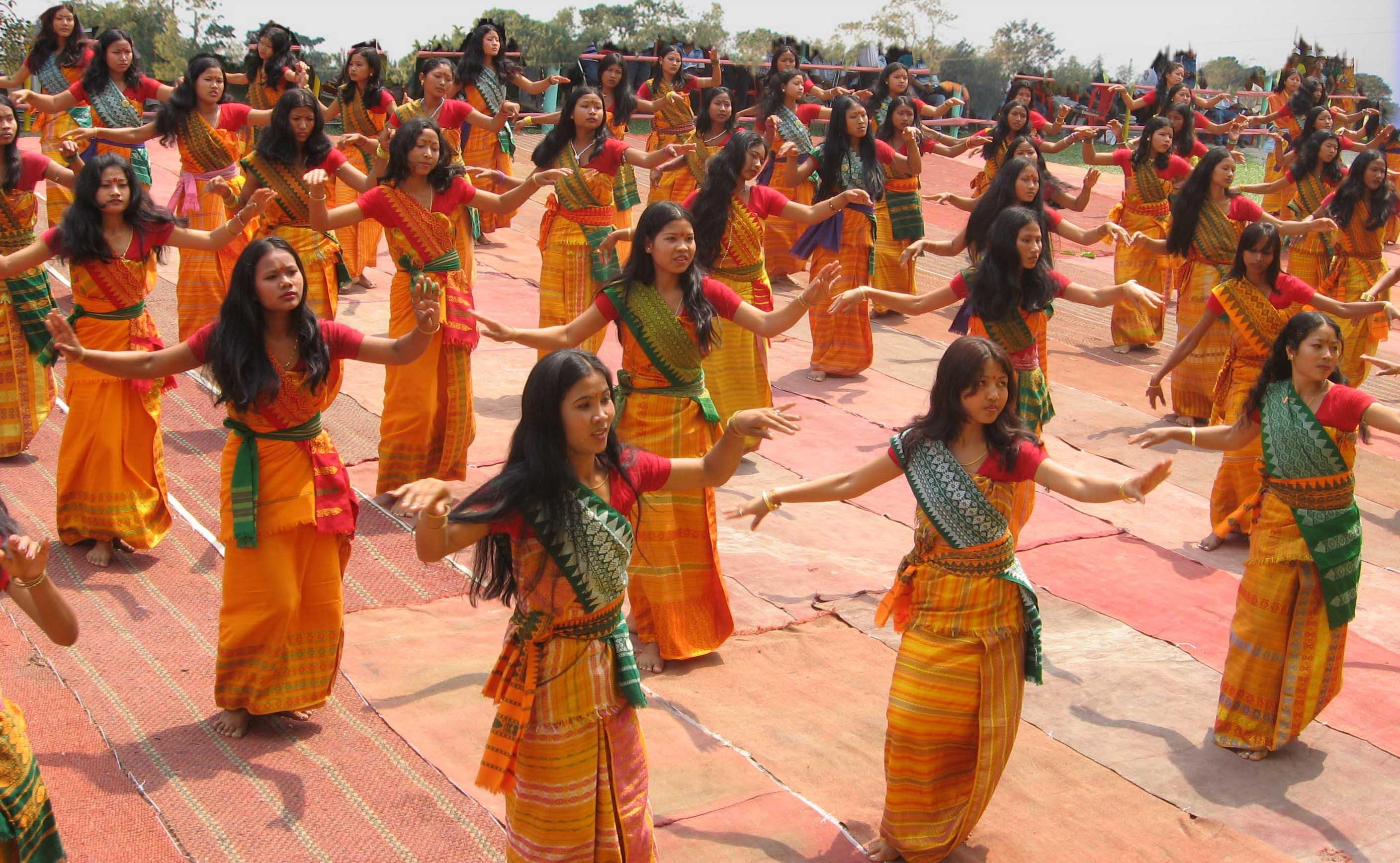
Tradycyjne tańce

Bodo – grupa etniczna zamieszkująca indyjski stan Asam, posługująca się językiem bodo z tybeto-birmańskiej rodziny językowej. W większości wyznają hinduizm i chrześcijaństwo. Ich liczebność wynosi około 1,5 mln osób.